# 1987 en Nouvelle-Écosse
Chronologie de la Nouvelle-Écosse
- 1983
- 1984
- 1985
- 1986
- 1987
- 1988
- 1989
- 1990
- 1991

Cette page concerne des événements d'actualité qui se sont produits durant l'année 1987 dans la province canadienne de la Nouvelle-Écosse.

## Politique
- Premier ministre : John Buchanan
- Chef de l'Opposition :
- Lieutenant-gouverneur : Alan R. Abraham
- Législature :

## Naissances
- 21 février : Elliot Philpotts-Page est un acteur canadien, né à Halifax.

- 27 mars : Chad Denny (né à Eskasoni First Nation) est un joueur de hockey sur glace. Il est d'origine Micmac.

- 16 avril : Justin Saulnier (né à Halifax) est un joueur professionnel de hockey sur glace canadien.